# عبدالعزیز کیتا
عبدالعزیز کیتا (انگلیسی: Abdul Aziz Keita؛ زادهٔ ۱۷ ژوئن ۱۹۹۰) بازیکن فوتبال اهل گینه است.
وی همچنین در تیم ملی فوتبال گینه بازی کرده است.